# 메리오네스
메리오네스(그리스어: Μηριόνης)는 그리스 신화에 나오는 인물로 트로이 전쟁에서 그리스 연합군으로 참전했다. 이도메네우스와 함께 크레타인들을 이끌고 참전했다.
일설에는 메리오네스 또한 헬레네의 구혼자중 한 사람이라고 한다. 그는 크레타인의 지도자인 이도메네우스의 조카뻘이다. (그의 아버지 몰루스는 이도메네우스의 배다른 형제임). 이도메네우스가 80척의 크레타 선단을 이끌고 트로이 원정에 참여할 때 그의 부관으로 함께 참여했다. 그는 헥토르와의 일대 일 싸움에 도전한 장수중에 하나로 제비뽑기에서는 텔라몬의 아들 아이아스가 뽑혔다.
메리오네스는 전쟁 기간 동안 이도메네우스와 함께 싸웠고 파트로클로스가 죽자 그의 시체를 들고 나오기도 했다. 파트로클로스의 장례 경기에서는 전차 경주와 활 쏘기 대회, 원반 던지기에 참가하였으나 우승은 하지 못했다. 그는 또한 트로이 목마에 타고 있던 40명의 용사 가운데 한 사람으로 간주된다.